# قصر الوزية
قصر الوزية أو قلعة الوزية تقع شرق طريق بقيق الهفوف جنوب مدينة العيون، وقد هُجرت القلعة في ثلاثينيات القرن العشرين ثم أُعيد بناء جزء منها عام 1953، وهي عبارة عن قلعة صغيرة للرصد والمراقبة وطُورت حولها قرية الوزية.

## التاريخ
بُني هذا القصر في العهد السعودي والغرض من بناءه هو الرصد والمراقبة لتحركات الغزاة القادمة من الشمال والشمال الغربي، وذلك في عام 1365هجرياً.

## الموقع
قصر الوزية أحد أهم القصور الأثرية بمحافظة الأحساء وله تاريخ عريق، يوجد القصر في بلدة الوزية على مسافة 15 كيلومتر شمال مدينة الهفوف، ويعتبر آخر قلاع المراقبة الشمالية على الطريق التجاري المتجه شمال محافظة الأحساء للقادمين والمغادرين من وإلى العقير عبر الدرب السلطاني والمدن التي تقع شمال الأحساء.

## الطراز الفريد
تُعد هذه القلعة طرازاً فريداً من نوعه لمثيلاتها من هذه القلاع علي الرغم من صغر حجمها حيث يحيط بها سور ويتوسط السور برجان وبوابتان إحداهما رئيسية تقع في الجهة الجنوبية والأخرى فرعية في الجهة الغربية ويتوسطه فناء من الداخل، كما توجد غرفة صغيرة في الجهة الشمالية ويوجد رواق في الجهة الغربية منه.

## الوصف
تبلغ مساحة القصر حوالي 396 متراً مربعاً، يُعد القصر قلعة حربية صغيرة الحجم، يتألف من أربعة أبراج مزودة بمزاغيل للمراقبة في أركانه الأربعة ويُصعد إليها بدرج، ويوجد في الجهة الشمالية غرفة صغيرة للحراسة بجانب المدخل الرئيس للقصر وأروقة من الجهة الغربية والشرقية، وله بوابتان الجنوبية والغربية أُقيم أمامهما مدخل خارجي مكسور، وكان مُحلق بالقصر من الخارج في الجهة الشمالية عين ماء يسقي منها جميع سكان المنطقة المحيطة بالقصر والقوافل التجارية التي تمرّ بالوزية.

## الأحداث
شهدت القلعة المعركة المعروفة في الأحساء ب «يوم ناصر باشا» وهي المعركة التي وقعت بين قوات ناصر باشا السعدون وقوات الأمام عبد الرحمن بن فيصل بن تركي وذلك سنة 1291 هـ، حيث توجه ناصر باشا من البصرة ومعه حملة عسكرية وعدد من قبيلة المنتفق وعندما اقتربوا من الأحساء خرج عليهم الإمام عبد الرحمن بن فيصل بن تركي ومن معه من أهل الأحساء والعجمان وقبيلة آل مرة لمهاجمتهم ومحاربتهم والتقى الجمعان بالوزية وكان ذلك وقت صلاة العصر، فأمر الإمام أن تقام الصلاة قبل القتال وأم الناس، وعندما كبروا للصلاة رماهم العدو بالمدافع فتفرقوا وفر عدد كبير منهم وانسحبوا إلى الهفوف.

## الأهمية السياحية
يُعتبر من أهم قصور الأحساء والذي يجعل الواحة مركزاً لجذب الزائرين سواءً من المواطنين أو دول الخليج.